# Glaucolepis alypella
Glaucolepis alypella is een vlinder van de familie van de dwergmineermotten (Nepticulidae). De wetenschappelijke naam is voor het eerst gepubliceerd in 1975 door Josef Wilhelm Klimesch.

## Verspreiding
De soort komt voor in Frankrijk, Spanje en Griekenland.

## Waardplanten
De rups leeft op Globularia alypum (Plantaginaceae).